# Římskokatolická farnost Roztoky u Jilemnice
Římskokatolická farnost Roztoky u Jilemnice je územním společenstvím římských katolíků v rámci jilemnického vikariátu královéhradecké diecéze.

## O farnosti

### Historie
Ves Roztoky s kostelem je poprvé připomínána již v roce 1360. Původní kostel byl zničen za husitské revoluce. Až v 18. století byl pak postaven kostel nový v centru obce, a zasvěcen svatým apoštolům Filipovi a Jakubovi. V roce 1788 byla zřízena při kostele samostatná farnost. Po polovině 20. století přestal být do farnosti ustanovován sídelní duchovní správce.

### Současnost
Farnost je administrována ex currendo ze Studence.
| Kostel                     | Místo               | Bohoslužba    | Bohoslužba                      | Poznámka     |
| -------------------------- | ------------------- | ------------- | ------------------------------- | ------------ |
| Kostel sv. Filipa a Jakuba | Roztoky u Jilemnice | neděle středa | 9.30 17.00 v zimě, 18.00 v létě | farní kostel |